# Parchive
Parchive, een afkorting van Parity archive volume set, is een bestandsformaat voor het controleren en eventueel repareren van computerbestanden. Oorspronkelijk werd het geschreven om bestanden die via Usenet werden verstuurd te kunnen repareren, omdat hier vaak delen van een bestand niet of verminkt aankomen. De bestandsextensie die hierbij hoort, is PAR of PAR2.

## Geschiedenis
In juli 2001 maakten Tobias Rieper en Stefan Wehlus een voorstel voor de Parity Volume Set definitie. Versie 1.0 werd beschikbaar in oktober 2001, waarbij gebruik werd gemaakt van Reed-Solomoncode. In september 2002 kwam een nieuwe PAR2 specificatie, die de grootste nadelen van de eerste versie verhielpen.

## Werking
De technische werking van het PAR-formaat is in beginsel gelijk aan dat van RAID-disks. 
Het Parchive-bestandsformaat voegt een aantal bestanden toe aan een downloadset, waarin checksum-informatie is opgeslagen om de integriteit van de bestanden te kunnen controleren. Daarnaast wordt er extra (redundante) informatie over de bestanden opgeslagen, zodat de bestanden gerepareerd kunnen worden als een deel ontbreekt of verminkt is. Hoe meer extra informatie wordt meegegeven, hoe meer informatie verloren mag gaan. In de praktijk betekent dit dat ongeveer 10-20% extra PAR-bestanden worden aangemaakt. Hierdoor wordt de totale downloadset ook 10-20% groter. Sommige Usenet-downloadprogramma's, zoals Sabnzbd, downloaden eerst de originele bestandenset, waarna er gecontroleerd wordt of, en zo ja hoeveel,  herstelblokken er nodig zijn. Hierdoor wordt de extra data die moet worden gedownload beperkt. Aangezien de ontbrekende stukken die moeten worden hersteld meestal niet aanwezig waren op de server, is er van de ontbrekende stukken geen data gedownload. Hieruit volgt dat er bruto niet erg veel extra data gedownload hoeft te worden. 
Het komt ook voor dat sommige blokken corrupt op de server staan: deze worden dus wel worden gedownload. Achteraf, na een CRC-check, zullen ze verwijderd worden. In deze situatie is de bruto hoeveelheid data dus wel hoger.